# Dia do Mediterrâneo
O Dia do Mediterrâneo é comemorado a 28 de novembro com o objetivo de fomentar uma identidade Mediterrânica comum, promovendo ao mesmo tempo os intercâmbios interculturais e abraçando a diversidade da região. Foi também concebido para ajudar a aumentar a visibilidade dos esforços empreendidos por todas as organizações e cidadãos que trabalham diariamente para reforçar a cooperação e integração na região Euro-Mediterrânica.
O Dia do Mediterrâneo tem lugar a 28 de novembro para coincidir com o lançamento do Processo de Barcelona em 1995, que resultou no compromisso dos países euro-mediterrânicos de transformar a região num espaço comum de paz, estabilidade e de progresso socioeconómico partilhado e de diálogo entre povos e levou à criação da instituição União para o Mediterrâneo (UpM) em 2008. A data é celebrada em países de toda a Bacia do Mediterrâneo, incluindo os Estados Membros da União Europeia.

## Foco cultural
Em reconhecimento da contribuição que os povos do Mediterrâneo têm vindo a dar à civilização há milénios, o Dia do Mediterrâneo é uma forma de canalizar essa riqueza e diversidade de culturas no contexto do século XXI. Essa dimensão cultural é, portanto, um componente importante, uma vez que o objetivo é celebrar uma identidade Mediterrânica única, e simultaneamente diversificada. Isso é encorajado através de eventos locais e internacionais, exposições e festivais em toda a região com o objetivo de fortalecer os laços entre pessoas de toda a sua costa promovendo intercâmbios culturais e diálogo.

## Histórico
O Dia do Mediterrâneo foi inspirado em parte pelo Processo de Barcelona, que foi lançado na Conferência Euro-Mediterrânica de 28 de novembro de 1995, em Barcelona, com o objetivo de fortalecer as relações entre a Europa e os países do Sul do Mediterrâneo. Os Ministros de Negócios Estrangeiros da UE e de 12 países do Sul e Leste do Mediterrâneo organizaram a conferência e assinaram uma declaração para lançar o Processo de Parceria Euro-Mediterrânica. O Processo de Barcelona resultou na criação da União para o Mediterrâneo em 2008, a instituição mandatada para construir essa visão em toda a região e que agora consiste em 42 Estados Membros. A 28 de novembro de 2020, os 42 Estados Membros da UpM anunciaram a celebração do primeiro Dia Internacional do Mediterrâneo durante a 5ª edição do Fórum Regional da UpM, realizado em comemoração ao 25º aniversário do Processo de Barcelona.

## Para mais informações
- Joffe, George; Vasconcelos, Alvaro. O Processo de Barcelona: Construindo uma Comunidade Regional Euro-Mediterrânea. Routledge, 2000. ISBN 0714651095